# Biva (glasbilo)
Biva (japonsko 琵琶) je japonska lesena lutnja s kratkim vratom, ki se tradicionalno uporablja v pripovedovanju zgodb. Biva je strunsko glasbilo s trzalniki, ki je najprej pridobilo popularnost na Kitajskem, preden se je razširilo po vsej vzhodni Aziji in sčasoma doseglo Japonsko nekje v obdobju Nara (710–794). Običajno dolgo od 60 centimetrov do 106 centimetrov je glasbilo sestavljeno iz telesa v obliki vodne kapljice s kratkim vratom, običajno s štirimi (včasih petimi) strunami. Na Japonskem se biva običajno igra z bačijem namesto s prsti in se pogosto uporablja za igranje gagaku (vrsta japonske klasične glasbe, ki se je v zgodovini uporabljala za cesarsko dvorno glasbo in plese). Ena najbolj znanih uporab bive je recitiranje Zgodbe o Heikeju, vojne kronike iz obdobja Kamakura (1185–1333). V prejšnjih stoletjih so bili prevladujoči glasbeniki biva slepi menihi (琵琶法師, biva hōši - 'duhovniki lutnje'), ki so bivo uporabljali kot glasbeno spremljavo pri branju svetopisemskih besedil.
Kitajski predhodnik bive je bila pipa (琵琶), ki je na Japonsko prispela v dveh oblikah; po uvedbi na Japonsko so se sorte bive početverile. Cehi, ki podpirajo igralce bive, zlasti biva hōši, so pomagali pri širjenju glasbenega razvoja bive več sto let. Predstave Biva hōši so se prekrivale z predstavami drugih igralcev mnogo let pred heikjokujem (平曲, Zgodba o Heikeju) in se nadaljujejo do danes. To prekrivanje je povzročilo hiter razvoj bive in njene uporabe ter jo naredilo za enega najbolj priljubljenih instrumentov na Japonskem.
Kljub njeni priljubljenosti sta Ōninska vojna in obdobje vojskujočih se držav, ki ji je sledilo, motila poučevanje bive in zmanjšala število usposobljenih uporabnikov. Z ukinitvijo Toda v obdobju Meidži so igralci bive izgubili svoje pokroviteljstvo.
Do poznih 1940-ih je bila biva, povsem japonska tradicija, skoraj popolnoma opuščena za zahodna glasbila; vendar se zahvaljujoč skupnim prizadevanjem japonskih glasbenikov zanimanje za bivo ponovno oživlja. Tako japonski kot tuji glasbeniki so v svojih skladbah začeli uporabljati tradicionalna japonska glasbila, zlasti bivo. Medtem ko slepi pevci bive ne prevladujejo več, mnogi izvajalci še naprej uporabljajo instrument na tradicionalen in sodoben način.

## Zgodovina
Biva je prispela na Japonsko v 7. stoletju in se razvila iz kitajske pipe z upognjenim vratom (曲項琵琶; quxiang pipa), medtem ko je sama pipa izpeljana iz podobnih glasbil v zahodni Aziji. Ta vrsta biva, znana kot gaku-biva, je bila kasneje uporabljena v ansamblih gagaku in je postala najpogosteje znana vrsta. Vendar pa je druga različica bive – znana kot mōsō-biva ali kōdžin-biva – prav tako našla pot do Japonske in se prvič pojavila v regiji Kjušu. Čeprav njen izvor ni jasen, je bila ta tanjša različica bive uporabljena v slovesnostih in verskih obredih.
Biva je postala znana kot glasbilo, ki se običajno igra na japonskem cesarskem dvoru, kjer so igralci bive, znani kot biva hōši, našli zaposlitev in pokroviteljstvo. Vendar pa so se po propadu države Ricurjō biva hōši, zaposleni na dvoru, soočili z obnovo dvora in so poiskali zatočišče v budističnih templjih. Tam so prevzeli vlogo budističnih menihov in naleteli na mōsō-biva. Ker so menihi videli njegovo relativno priročnost in prenosljivost, so te lastnosti združili s svojo veliko in težko gaku-biva, da so ustvarili heike-biva, ki se je, kot nakazuje njen soimenjak, uporabljala predvsem za recitacije Zgodbe o Heikeju.
V naslednjih nekaj stoletjih so se igralci obeh tradicij pogosto križali in razvijali nove glasbene sloge in nove instrumente. Do obdobja Kamakura (1185–1333) se je heike-biva pojavila kot bolj priljubljen inštrument, križanec med gaku-biva in mōsō-biva, ki je ohranil zaobljeno obliko in se igral z velikim plektrom kot mōsō-biva. Heike-biva, manjša od mōsō-biva, je bila uporabljena za podobne namene.
Medtem ko sodobna sacuma-biva in čikuzen-biva izvirata iz mōsō-biva, so sacuma-biva uporabljali za moralno in mentalno urjenje samurajev domene Sacuma v obdobju vojskujočih se držav, pozneje pa za splošne predstave. Čikuzen-bivo so uporabljali budistični menihi, ki so obiskovali zasebne rezidence, da so opravljali spominske obrede, ne le za budistične obrede, ampak tudi za spremljanje pripovedovanja zgodb in novic.
Čeprav je bila prej priljubljena, je bilo malo napisanega o izvajanju in praksi biva od približno 16. stoletja do sredine 19. stoletja. Znano je, da so se v tem času pojavili trije glavni tokovi prakse biva: zato (najnižja raven državnega ceha slepih igralcev biva), šifu (samurajski slog) in čofu (urbani slog). Ti slogi so poudarjali biva-uta (琵琶歌) – vokalizacijo s spremljavo bive – in tvorili temelj za sloge igranja edo-uta (江戸歌), kot sta šinai in kota.
Iz teh slogov sta izšla tudi dva glavna preživela tradicije biva: sacuma-biva in čikuzen-biva. Približno od obdobja Meidži (1868–1912) do pacifiške vojne sta bili sacuma-biva in čikuzen-biva priljubljeni po vsej Japonski, na začetku obdobja Šōva (1925–1989) pa je nastala nišiki-biva in pridobila popularnost. Od preostalih povojnih tradicij biva ostaja samo higo-biva slog, ki ga izvajajo skoraj izključno slepe osebe. Higo-biva je tesno povezana s heike-biva in se podobno opira na ustno pripovedno tradicijo, ki se osredotoča na vojne in legende.
Do sredine obdobja Meidži so bile narejene izboljšave na glasbilih in v velikem obsegu so bile sestavljene lahko razumljive pesmi. Na začetku obdobja Taišō (1912–1926) je bila sacuma-biva spremenjena v nišiki-biva, ki je takrat postala priljubljena med igralkami. S tem je biva vstopila v obdobje priljubljenosti s pesmimi, ki odsevajo ne samo Zgodbo o Heikeju, ampak tudi kitajsko-japonsko vojno in rusko-japonsko vojno, s pesmimi, kot so Takeo Hirose, Hitačimaru in Hill 203, ki postajajo priljubljene.
Vendar pa je igranje bive skoraj izumrlo v obdobju Meidži po uvedbi zahodne glasbe in instrumentov, dokler igralci, kot je Tsuruta Kinshi in drugi, niso revitalizirali žanra s sodobnimi slogi igranja in sodelovanjem z zahodnimi skladatelji.

## Vrste
Obstaja več kot sedem vrst biva, za katere je značilno število strun, zvoki, ki jih lahko proizvede, vrsta plektra in njihova uporaba. Ker biva ne igra v temperirani uglasitvi, so višine približane najbližji noti.

### Klasična biva

#### Gagaku-biva
Gagaku biva (雅楽琵琶), velika in težka biva s štirimi strunami in štirimi prečkami, se uporablja izključno za gagaku. Proizvaja značilen ičikocučō (壱越調) in hjōdžō (平調). Njegov plektrum je majhen in tanek, pogosto zaobljen in izdelan iz trdega materiala, kot sta pušpan ali slonovina. Ne uporablja se za spremljavo petja. Tako kot heike-biva se igra na boku, podobno kot kitara, igralec pa sedi s prekrižanimi nogami. V jeziku gagaku je znan kot gaku-biva (楽琵琶).

#### Gogen-biva
Gogen-biva (五絃琵琶, lit. 'biwa s petimi strunami'), tangovska različica bive, je mogoče videti na slikah dvornih orkestrov in je bila uporabljena v kontekstu gagakuja; vendar je bila odstranjena z reformami in standardizacijo dvornega orkestra v poznem 10. stoletju. Predvideva se, da je tradicija izvajanja zamrla do 10. ali 11. stoletja (William P. Malm). Ta instrument je izginil tudi v kitajskih dvornih orkestrih. Pred kratkim je bilo to glasbilo, podobno kot harfa konghou, oživljeno za zgodovinske izvedbe in zgodovinske rekonstrukcije. Ne sme se zamenjevati s petstrunskimi različicami sodobne bive, kot je čikuzen-biva.

#### Mōso-biva
Mōsō-biva (盲僧琵琶), biva s štirimi strunami, se uporablja za igranje budističnih manter in pesmi. Po obliki je podobna čikuzen-biva, vendar ima veliko bolj ozko telo. Njen plektrum se razlikuje po velikosti in materialih. Vrsta štirih prečk je uglašena na E, B, E in A, vrsta petih prečk pa je uglašena na B, e, f♯ in f♯. Tip šestih prečk je uglašen na B♭, E♭, B♭ in b♭.

### Srednji in Edo biva

#### Heike-biva
Heike-biva (平家琵琶), biva s štirimi strunami in petimi prečkami, se uporablja za igranje Zgodbe o Heikeju. Njen plektrum je nekoliko večji kot pri gagaku-biva, samo glasbilo pa je veliko manjše, po velikosti primerljivo s čikuzen-bivo. Prvotno so ga uporabljali potujoči ministranti biva, njegova majhnost pa je omogočala igro v zaprtih prostorih in izboljšano prenosljivost. Njegova uglasitev je A, c, e, a ali A, c-ostri, e, a.

#### Sacuma-biva
Sacuma-biva (薩摩琵琶), biva s štirimi strunami in štirimi prečkami, je v obdobju Edo v provinci Sacuma (današnja Kagošima) populariziral Šimazu Tadajoši. Sodobna biva, ki se uporablja za sodobne skladbe, ima pogosto pet ali več prečk, nekatere pa imajo podvojeno četrto struno. Prečke sacuma-biva so dvignjene 4 centimetre od vratu, kar omogoča, da se note upognejo več stopenj višje, pri čemer vsaka proizvede značilen savari za inštrument ali brenčeče brnenje. Njegov pušpan je veliko širši od drugih in pogosto doseže širino 25 cm ali več. Njegova velikost in konstrukcija vplivata na zvok inštrumenta, saj je ukrivljeno telo med igranjem pogosto udarjeno s plektrom.
Sacuma-biva je tradicionalno narejena iz japonske murve, čeprav se za njeno izdelavo včasih uporabljajo drugi trdi lesovi, kot je japonska zelkova (Zelkova serrata). Zaradi počasne rasti japonske murve je treba pred začetkom gradnje les vzeti z vsaj 120 let starega drevesa in ga sušiti 10 let.
Strune so izdelane iz navite svile. Njegova uglasitev je A, E, A, B za tradicionalno bivo, G, G, c, g ali G, G, d, g za sodobne skladbe, med drugimi uglasitvami, vendar so to le primeri, saj je glasbilo uglašeno na ujemati se s ključem igralčevega glasu. Prva in druga struna sta običajno uglašeni na isto noto, pri čemer je 4. (ali podvojena 4.) struna uglašena eno oktavo višje.
Najuglednejša izvajalka sacuma-bive 20. stoletja je bila Tsuruta Kinši, ki je razvila lastno različico inštrumenta, ki jo je poimenovala curuta-biva. Ta biva ima pogosto pet strun (čeprav je v bistvu glasbilo s 4 strunami, saj je 5. struna podvojena 4. struna, ki se vedno igra skupaj) in pet ali več prečk, konstrukcija glave za uglaševanje in prečk pa se nekoliko razlikuje. Ueda Junko in Tanaka Yukio, dva Tsurutina učenca, nadaljujeta tradicijo moderne sacuma-biva. Skladbi Carla Forlivesija Boethius (ボエティウス) in Nuove Musiche per Biwa (琵琶のための新曲) sta bili obe napisani za izvedbo na sacuma-biva, ki sta ju oblikovala Tsuruta in Tanaka.

### Moderna biva

#### Čikuzen-biva
Čikuzen-biva (筑前琵琶), biva s štirimi strunami in štirimi prečkami ali petimi strunami in petimi prečkami, je v obdobju Meidži populariziral Tachibana Satosada. Večina sodobnih izvajalcev uporablja petstrunsko različico. Njegov plektrum je veliko manjši od tistega pri sacuma-bivi, običajno približno 13 cm v širino, čeprav je njegova velikost, oblika in teža odvisna od spola igralca. Plekter je običajno izdelan iz palisandra s konicami iz pušpana ali slonovine za ubiranje strun. Tudi sam instrument se razlikuje po velikosti, odvisno od igralca. Moški igralci običajno igrajo biva, ki so nekoliko širša in/ali daljša od tistih, ki jih uporabljajo ženske ali otroci. Med igranjem nikoli ne udarjajo s plektrom po telesu inštrumenta; na petstrunsko glasbilo se igra pokončno, na štiristrunsko pa se igra na boku. Glasbilo je uglašeno tako, da se ujema s tonaliteto pevca. Primer uglasitve različice s štirimi strunami je B, e, f♯ in b, glasbilo s petimi strunami pa je mogoče uglasiti na C, G, C, d in g. Pri različici s petimi strunami sta prva in tretja struna uglašeni na isti ton, druga struna za tri stopnje nižje, peta struna za oktavo višje od druge strune in četrta struna za korak nižje od pete. Tako lahko prej omenjeno uglasitev uglasite na B♭, F, B♭, c, d. Asahikai in Tachibanakai sta dve glavni šoli čikuzen-biva. Priljubljeno uporabljajo igralke biva, kot je Uehara Mari.

#### Nišiki-biva
Nišiki-biva (錦琵琶), sodobna biva s petimi strunami in petimi prečkami, je populariziral igralec in skladatelj bive iz 20. stoletja Suitō Kindžō (水藤錦穣, 1911–1973). Njegov plektrum je enak tistemu, ki se uporablja za sacuma-biva. Njegova uglasitev je C, G, c, g, g.
- Gaku-biwa, chikuzen-biwa, heike-biwa, mōsō-biwa, satsuma-biwa in njihove plektre